# Albertisia
Genre
Synonymes
- Epinetrum Hiern, Cat. Afr. Pl. 1(1): 21. 1896.
- Junodia Pax, Bot. Jahrb. Syst. 28(1): 22. 1899.

Albertisia est un genre de plantes à fleurs de la famille des Menispermaceae.

## Liste d'espèces
Selon Catalogue of Life (27 septembre 2017) :
- Albertisia apiculata (Troupin) Forman
- Albertisia capituliflora (Diels) Forman
- Albertisia cordifolia (Mangenot & Miege) Forman
- Albertisia crassa Forman
- Albertisia cuneata (Keay) Forman
- Albertisia delagoensis (N.E. Brown) Forman
- Albertisia exelliana (Troupin) Forman
- Albertisia ferruginea (Diels) Forman
- Albertisia glabra (Diels ex Troupin) Forman
- Albertisia laurifolia Yamam.
- Albertisia mangenotii (Guillaumet & Debray) L.L.Forman
- Albertisia mecistophylla (Miers) Forman
- Albertisia megacarpa Diels ex Forman
- Albertisia papuana Becc.
- Albertisia porcata F.J. Breteler
- Albertisia puberula L.L. Forman
- Albertisia scandens (Mangenot & Miege) Forman
- Albertisia triplinervis L. L. Forman
- Albertisia undulata (Hiern) Forman
- Albertisia villosa (Exell) Forman

Selon NCBI (27 septembre 2017) :
- Albertisia laurifolia
- Albertisia papuana
- Albertisia porcata

Selon The Plant List (27 septembre 2017) :
- Albertisia apiculata (Troupin) Forman
- Albertisia capituliflora (Diels) Forman
- Albertisia cordifolia (Mangenot & Miege) Forman
- Albertisia crassa Forman
- Albertisia cuneata (Keay) Forman
- Albertisia delagoensis (N.E.Br.) Forman
- Albertisia exelliana (Troupin) Forman
- Albertisia ferruginea (Diels) Forman
- Albertisia glabra (Diels ex Troupin) Forman
- Albertisia laurifolia Yamam.
- Albertisia mangenotii (Guillaumin & Debray) Forman
- Albertisia mecistophylla (Miers) Forman
- Albertisia megacarpa Diels ex Forman
- Albertisia papuana Becc.
- Albertisia porcata Breteler
- Albertisia puberula Forman
- Albertisia scandens (Mangenot & Miege) Forman
- Albertisia triplinervis Forman
- Albertisia undulata (Hiern) Forman
- Albertisia villosa (Exell) Forman

Selon Tropicos (27 septembre 2017) (Attention liste brute contenant possiblement des synonymes) :
- Albertisia apiculata Forman
- Albertisia capituliflora (Diels) Forman
- Albertisia cordifolia Forman
- Albertisia crassa Forman
- Albertisia cuneata (Keay) Forman
- Albertisia delagoensis Forman
- Albertisia exelliana (Troupin) Forman
- Albertisia ferruginea Forman
- Albertisia glabra Forman
- Albertisia laurifolia Yamam.
- Albertisia mangenotii Forman
- Albertisia mecistophylla Forman
- Albertisia megacarpa Diels ex Forman
- Albertisia papuana Becc.
- Albertisia perryana H.L. Li
- Albertisia porcata Breteler
- Albertisia puberula Forman
- Albertisia scandens (Mangenot & Miege) Forman
- Albertisia triplinervis Forman
- Albertisia undulata (Hiern) Forman
- Albertisia villosa Forman